# Todea moorei
Todea moorei là một loài dương xỉ trong họ Osmundaceae. Loài này được Baker mô tả khoa học đầu tiên năm 1873.
Danh pháp khoa học của loài này chưa được làm sáng tỏ. 